# Frauke Rostalski

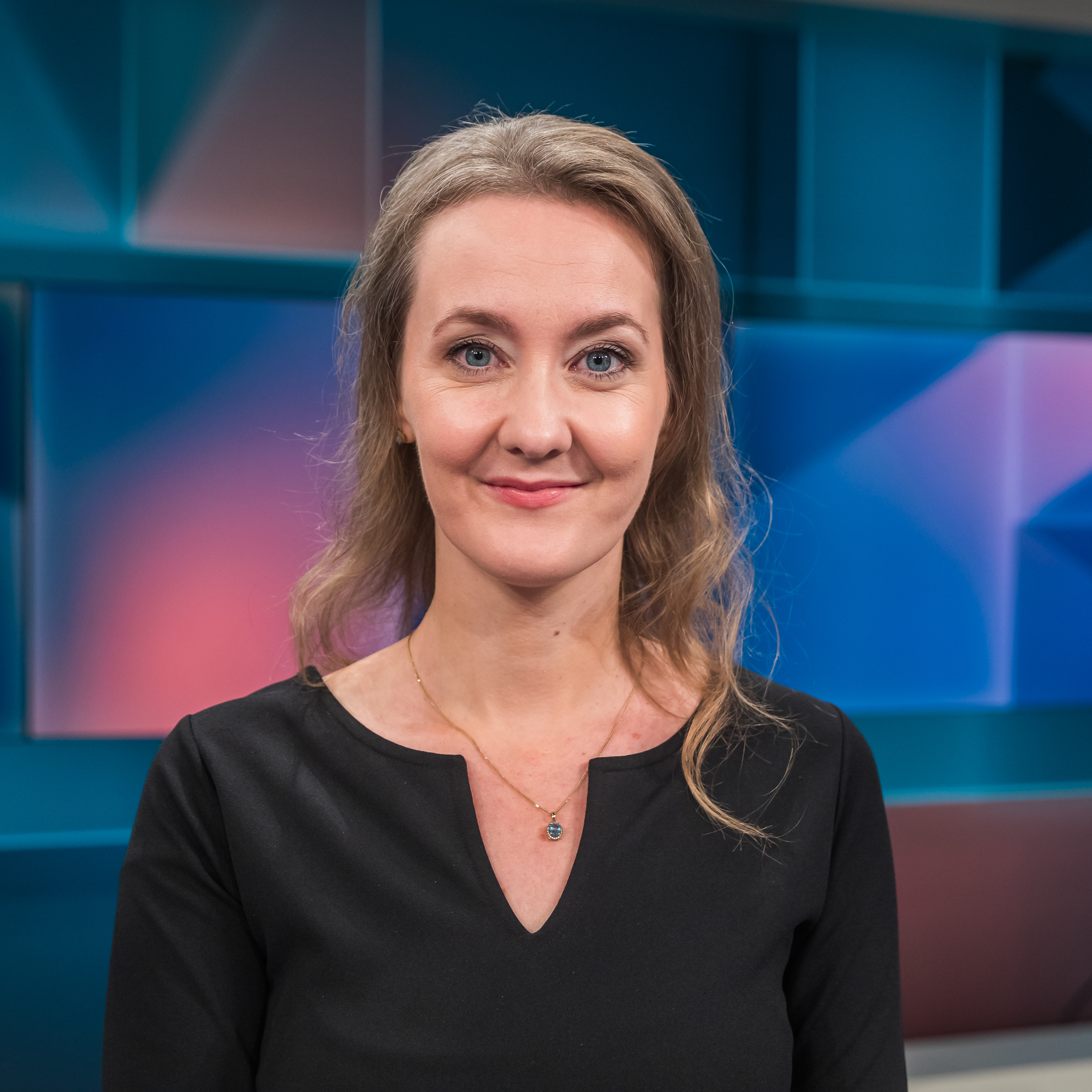
Frauke Rostalski, 2024

Frauke Meta Rostalski (* 6. Januar 1985 als Frauke Meta Timm in Bad Nauheim) ist eine deutsche Rechtswissenschaftlerin, Philosophin und Autorin. Sie hat seit 2018 den Lehrstuhl für Strafrecht, Strafprozessrecht, Rechtsphilosophie und Rechtsvergleichung an der Universität zu Köln inne und ist seit 2020 Mitglied des Deutschen Ethikrats.

## Leben und Werk
Nach dem Abitur an der katholischen Sankt-Lioba-Schule in Bad Nauheim nahm Frauke Rostalski zum Wintersemester 2004/05 das Studium der Rechtswissenschaften an der Universität Marburg auf. Ihr Studium schloss sie dort 2009 mit dem Ersten Juristischen Staatsexamen ab. Ab April 2009 war sie als wissenschaftliche Mitarbeiterin von Georg Freund am Institut für Kriminalwissenschaften der Universität Marburg tätig. Unter dessen Betreuung wurde Rostalski im Dezember 2011 mit der Schrift „Gesinnung und Straftat. Besinnung auf ein rechtsstaatliches Strafrecht“ zur Dr. iur. promoviert. Bereits im März 2011 hatte sie ihr Referendariat beim Landgericht Marburg aufgenommen, das sie im März 2013 mit dem Zweiten Staatsexamen abschloss. 
Anschließend widmete sie sich ihrer Habilitation an der Universität Marburg, die sie im Juli 2017 abschloss, und erhielt die Lehrberechtigung für die Fächer Strafrecht, Strafprozessrecht, Rechtsphilosophie, Wirtschaftsstrafrecht, Medizinstrafrecht und Rechtsvergleichung. Ihre Habilitationsschrift verfasste sie zu dem Thema „Der Tatbegriff im Strafrecht“. Im November 2017 wurde Rostalski zudem von der Universität Jena mit der von Andrea Marlen Esser betreuten Arbeit „Das Natürlichkeitsargument bei biotechnologischen Maßnahmen“ im Fach Philosophie zur Dr. phil. promoviert.
Im Januar 2018 wurde Rostalski von der Universität zu Köln auf den Lehrstuhl für Strafrecht, Strafprozessrecht, Rechtsphilosophie und Rechtsvergleichung berufen. Diesen Lehrstuhl hat sie seit August 2018 inne. Seit Oktober 2018 ist sie zudem geschäftsführende Direktorin des Instituts für Strafrecht und Strafprozessrecht der Universität Köln. Ihre Forschungsschwerpunkte liegen insbesondere im Grenzbereich zwischen Strafrecht, Medizin und Ethik, wobei wiederum ein Unterschwerpunkt auf den sich aus dem Fortschritt auf dem Gebiet der Künstlichen Intelligenz ergebenden Fragen für Recht und Moral liegt. Mit ihrem Buch Die vulnerable Gesellschaft. Die neue Verletzlichkeit als Herausforderung der Freiheit war sie 2024 für den Deutschen Sachbuchpreis nominiert.
Seit dem 30. April 2020 ist Rostalski Mitglied des Deutschen Ethikrats.
Frauke Rostalski ist verheiratet und Mutter eines Sohnes und einer Tochter.

## Mitgliedschaften
- Seit 2020 Mitglied des Deutschen Ethikrates
- Seit 2020 Mitglied des Center for Data and Simulation Sciences, Universität zu Köln
- Seit 2020 Mitglied des Ethikbeirats der Landesregierung Nordrhein-Westfalens zu Fragen der Digitalisierung
- Seit 2019 Mitglied im Berkeley Center on Comparative Equality & Anti-Discrimination Law
- Seit 2019 Mitglied im Kriminalpolitischen Kreis (KriK)
- Seit 2019 Mitglied der Kompetenzplattform Künstliche Intelligenz Nordrhein-Westfalen „KI.NRW“, dort Leiterin des Zertifizierungsprojekts für den vertrauenswürdigen Einsatz von Anwendungen Künstlicher Intelligenz
- Seit 2018 Mitglied in der interdisziplinären Arbeitsgruppe der Berlin-Brandenburgischen Akademie der Wissenschaften „Verantwortung: Künstliche Intelligenz und Maschinelles Lernen“
- Seit 2017 Mitglied im Deutschen Hochschulverband
- Seit 2017 Mitglied in der Jungen Akademie an der Berlin-Brandenburgischen Akademie der Wissenschaften und der Deutschen Akademie der Naturforscher Leopoldina[5]

## Schriften (Auswahl)
- Gesinnung und Straftat. Besinnung auf ein rechtsstaatliches Strafrecht. Duncker & Humblot, Berlin 2012, ISBN 978-3-428-13851-7 (Dissertation Rechtswissenschaften).
- Der Tatbegriff im Strafrecht. Entwurf eines im gesamten Strafrechtssystem einheitlichen normativ-funktionalen Begriffs der Tat. Mohr Siebeck, Tübingen 2019, ISBN 978-3-16-156602-8 (Habilitationsschrift).
- Das Natürlichkeitsargument bei biotechnologischen Maßnahmen. Duncker & Humblot, Berlin 2019, ISBN 978-3-428-15462-3 (Dissertation (Philosophie)).
- mit Georg Freund (Hrsg.): Strafrecht Allgemeiner Teil. Personale Straftatlehre. 3. Auflage. Springer, Berlin 2019, ISBN 978-3-662-59029-4.
- mit Isabella Hermann und Günter Stock: Kompetent eigene Entscheidungen treffen? Auch mit Künstlicher Intelligenz! Berlin-Brandenburgische Akademie der Wissenschaften, Berlin 2020, ISBN 978-3-939818-90-8.
- mit Mario Martini und Florian Möslein: Recht der Digitalisierung (= NomosLehrbuch). Nomos, Baden-Baden 2024, ISBN 978-3-7489-2510-1, doi:10.5771/9783748925101 (nomos-elibrary.de).
- Die vulnerable Gesellschaft. Die neue Verletzlichkeit als Herausforderung der Freiheit (= Edition Mercator). C. H. Beck, München 2024, ISBN 978-3-406-81461-7.